# Сер Горелло, Бартоломео ди
Бартоломео ди Сер Горелло ди Раньери, или Бартоломео ди Сер Горо, также Бартоломео Синигарди (итал. Bartolomeo di ser Gorello di Ranieri, Bartolomeo di ser Goro, Bartolomeo Sinigardi, лат. Bartholomeus Ser Gorellus Aretinus; 1322 или 1326 — 1390, или между 1393 и 1395) — итальянский хронист, нотариус из Ареццо (Тоскана), один из летописцев Аретинской республики, автор рифмованной «Хроники событий в Ареццо» (итал. Cronica dei fatti d’Arezzo).

## Биография
Родился в 1322 или 1326 году в Ареццо, где примерно с 1346 года служил городским нотариусом, как и его отец Горелло, или Горо (ум. 1351), который, по документам архива местного кафедрального собора Санти-Пьетро-э-Донато, происходил из рода Раньери. В своей хронике он точно указывает день своего рождения 18 мая, на Св. Иоанна Равеннского, но не указывает точной даты, и, вместе с тем, начиная с 1335 года описывает события как очевидец. 
Открыл собственное дело не позже 1346 года, когда его имя впервые встречается в списке нотариусов, зарегистрированных в Ареццо. В сохранившихся документах его подпись встречается с 1353 по 1361 год. В государственном архиве Ареццо сохранилось не менее 30 подписанных им контрактов, в том числе 10 по торговым сделкам и 13 — по оформлению приданого.
Проживал в Ареццо, в квартале у ворот Крестоносцев, имел жену Джованну, однако о детях, во всяком случае, достигших совершеннолетия, не известно ничего. Имел, как минимум, одного брата Джованни, также нотариуса, и сестру Симону. 
В 1362—1363 годах исполнял должность судьи в Тоди (Умбрия). Вернувшись в Ареццо, помимо нотариальной практики, служил городским магистратом. Обострившаяся в начале 1380-х годов борьба политических группировок заставила его покинуть родной город как сторонника проигравшей группировки гибеллинов. В 1382 году он оказывается в замке Пьетрамала, владении сеньоров Тарлати, а в 1385-м служит судебным викарием в Ангьяри.  
Вернулся в Ареццо в 1387 году, занявшись своей хроникой, которую составлять, видимо, начал гораздо раньше, около 1384 года, ещё в изгнании. Умер после 1390-го, предположительно, не ранее 1393 года.
Имя Бартоломео ди Сер Горелло в современном Ареццо носит улица (итал. Via Bartolomeo di ser Gorello).

## Сочинения
Автор рифмованной городской «Хроники событий в Ареццо» (итал. Cronica dei fatti d’Arezzo), написанной по поручению городских властей в терцинах Данте (лат. terza rima), текст которой изначально подразделялся на 20 песен, или капитул (лат. capitula). Хроника, излагающая историю города с его истоков, подробнее всего освещает события 1310—1384 годов, периода заката независимой Аретинской республики, и содержит ценные сведения о причинах её упадка, постепенной утраты независимости и подчинения в 1384 году Флоренции, трактуемые с точки зрения сторонника партии гибеллинов.
В отношении поэтического стиля язык хроники Бартоломео, очевидно, проигрывает сочинениям его современников, в первую очередь флорентийца Антонио Пуччи или аретинца магистра Грегорио, однако не лишён определённого изящества и, помимо отсылок к священным текстами и цитат из Данте, содержит метафоры и аллегории. 
Подобно «Божественной комедии» Данте, хроника открывается вводной песней, в которой Бартоломео рассказывает, что в возрасте 54 лет, т. е. около 1380 года, когда он уже начал седеть, ему во сне явился одетый в лохмотья старец, описавший три зла, разъедающих порядок в коммуне и приводящих к ослаблению республики: гордыню, жадность и зависть. В колоритном и трагическом образе этого библейского пророка, несомненно, выведен сам находящийся в упадке родной город хрониста.
Во второй песне хроники изложение приобретает характер своеобразного диалога, где голос рассказчика перемежается историческим повествованием, прерываемым авторскими комментариями. Бартоломео начинает историю древнего Арретиума со времён этрусков, затем быстро переходит к готскому королю Тотиле (VI в. н. э.), которого, в традициях своего времени, путает с гуннским вождём Аттилой (V в. н. э.). После рассказа о христианизации города он перечисляет местные знатные семейства.
В третьей песне описывается историческое сражение при Кампальдино (1289), в котором флорентийские гвельфы разгромили аретинских гибеллинов, а в четвёртой — деяния Гвидо Тарлати из Пьетрамала, бывшего в 1312—1325 годах епископом, а c 1321 года правителем Ареццо. О личности Тарлати он отзывается с большой похвалой, в отличие от его слабых потомков, попавших в зависимость от Флоренции вплоть до изгнания правителя последней герцога Афинского Готье де Бриенна (1343). 
Описав в пятой песне восстановление аретинской независимости, которое, однако, так и не привело к внутренней стабильности, а также деятельность ставшего сеньором города кондотьера Пьетро Сакконе Тарлати (ум. 1356), в следующей песне Бартоломео описывает войну республики с Перуджей, переходя в седьмой к событиям 1360-х годов, активным участником и очевидцем которых являлся сам. В девятой песне описывается появление на исторической сцене Карло II ди Дураццо, с которым аретинцы связывали свои надежды на поддержку в борьбе с Флоренцией, а затем подробно рассказывается о политических конфликтах в городе, приведших, в конечном счёте, к поражению и изгнанию гибеллинов, в том числе самого автора.
Начиная с одиннадцатой песни, выделяются последствия столкновений между городскими группировками для сельской округи Ареццо, а затем выражаются надежды на Лодовико Тарлати ди Пьетрамала, вступившего в город в сопровождении викария Карла II Джакопо Караччоло, но, в конечном итоге, потерпевшего поражение, стоившее республики её независимости.
Помимо различных фактов политической, экономической и культурной жизни городов Тосканы, хроника Бартоломео приводит важные подробности о деятельности известного флорентийского кондотьера английского происхождения Джона Хоквуда (Джованни Акуто), пытавшегося в 1368—1381 годах установить в Ареццо наследственную синьорию.
Автограф хроники был утрачен ещё в старину, но в первой четверти XVI столетия она была скопирована учёными-гуманистами, а именно Марко Аттилио Алесси из Ареццо, включившим её в свои «Большие и малые Аретинские анналы» (лат. Annales Arretinorum Maiores et Minores), рукопись которых сохранилась в библиотеке местного Братства Лаичи, и сиенцем Сигизмондо Тицио, использовавшим её в своей «Истории Сиены» (лат. Historia Senensis). Поздние рукописи хроники, относящиеся в основном к XVI веку, хранятся во флорентийской библиотеке Лауренциана, историческом архиве Читта-ди-Кастелло и др. собраниях. Наиболее полная из них (MS Laurenziano Rediano 66) содержит около 4500 стихов в 18 главах (капитулах).
Впервые хроника была издана в 1729 году в Милане под заглавием «Хроника в терцинах событий вокруг города Ареццо» (итал. Cronaca in terza rima intorno a i fatti della città d’Arezzo) известным историком церкви Лодовико Антонио Муратори, включившим её в XV том «Rerum Italicarum scriptores» и приписавшим некому Горелло Раньери ди Якопо из знатного аретинского рода Синигарди. Дальнейшие исследования, результаты которых обобщил историк Убальдо Паски, показали, что настоящий автор хроники носил имя Бартоломео ди Сер Горелло ди Раньери, был простым нотариусом и никакого отношения к этой патрицианской семье не имел.
Помимо хроники, Бартоломео сочинял сонеты, из которых до нас дошёл лишь единственный, опубликованный в 1904 году вместе с хроникой в 4-м томе «Документов средневековой истории Ареццо» под редакцией вышеназванного Убальдо Паски. В 2012 году это издание было перевыпущено репринтным способом «Аретинским историческим обществом» (итал. Società Storica Aretina).

## Публикации
- Gorelli Aretini notarii poema italice scriptum De rebus gestis in Civitate Aretine ab anno MCCCX usque ad annum MCCCLXXXIV // Rerum Italicarum Scriptores. Raccolta di fonti, ideata da Ludovico Antonio Muratori. — Tomus XV. — Mediolani: Typographia Societatis Palatinae in Regia Curia, 1729. — coll. 813–888.
- Croniche (secoli XI—XV), a cura di Ubaldo Pasqui // Documenti per la storia d’Arezzo nel medio evo. — Volume IV. — Arezzo: Bellotti, 1904. — x, 308 p. (repr. 2012)
- Cronica dei fatti d’Arezzo di ser Bartolomeo di Ser Gorello, a cura di Arturo Bini, Giovanni Grazzini // Rerum Italicarum Scriptores (Nuova edizione). — Tomo XV. — Parte 1. — Bologna: Nicola Zanichelli, 1917—1922. — xl, 336 p.